# Carlos Alberto Peronace
Carlos Alberto Peronace (* 12. Februar 1933 in Buenos Aires; † 9. März 1990 in Buenos Aires) war ein argentinischer Komponist im Schach.

## Schachkomposition
Peronace komponierte hauptsächlich Studien. 1952 fand in Helsinki die Olympiade für Schachstudien statt. Hier gewann er die Goldmedaille. Insgesamt veröffentlichte er etwa 70 Studien.

## Zeitschrift „Ajedrez Artistico“
Von 1967 bis 1970 gab Peronace die Zeitschrift „Ajedrez Artistico“ heraus, die der Schachkomposition gewidmet war. Alle zwei Monate erschien eine Doppelnummer. Nach 17 Ausgaben stellte er das Erscheinen wegen finanzieller Probleme ein.
1990 starb Peronace an einem Lungenödem.